# Shadow Wind
Shadow Wind è un singolo del cantante olandese Dotan, pubblicato il 4 agosto 2016, il brano è stato scelto come inno dei Giochi Olimpici del 2016.

## Tracce
1. Shadow Wind – 4:01

## Classifiche
| Classifica (2016) | Posizione massima |
| ----------------- | ----------------- |
| Belgio (Fiandre)  | 74                |
| Paesi Bassi       | 88                |